# Лонгфорд (замок)
Лонгфорд (англ. Longford Castle) — старинный замок на берегу реки Эйвон к югу от города Солсбери, в графстве Уилтшир, Англия. Комплекс является частной собственностью и принадлежит графам Рэднор. Здание построено в елизаветинском стиле.

## История

### XVI век

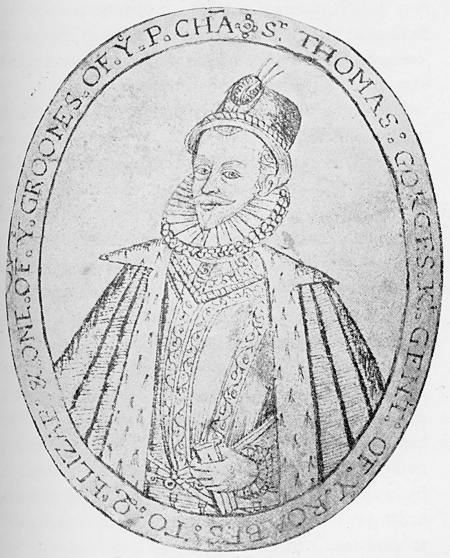
Горджес, Томас

В 1573 году влиятельный царедворец Томас Горджес приобрёл поместье (в то время именовавшееся Лэнгфорд) в регионе Юго-Западная Англия. Ранее эти земли принадлежали семье Сервингтон (или Сервингтон). Некогда на месте будущего замка стоял усадебный дом. Но здание серьёзно пострадало от сильного пожара.
В 1576 году Томас Горджес женился на Хелене Снакенборг, вдовствующей шведской маркизе Нортгемптонской, которая одновременно была фрейлиной королевы Елизаветы I. Супруги решили возвести в поместье Лонгфорд просторную резиденцию. Строительство обошлось в очень крупную сумму. В первую очередь из-за того, что потребовалось проводить дорогостоящие работы по осушению местности и дренажу. Во время строительства сэр Томас Горджес служил губернатором замка Хёрст, построенного на северном берегу пролива Ла-Манш. Он убедил свою супругу выпросить у королевы право получать добычу с судов, потерпевших кораблекрушение. Так как десятки кораблей разгромленной испанской Непобедимой армады затонули у берегов Англии, то можно было рассчитывать на хорошую прибыль. Королева даровала испрашиваемую привилегию. Золото и серебро, извлеченные из затонувших кораблей, весьма пригодились для завершения строительства замка. На последнем этапе работами руководил архитектор Джон Торп. Строительство завершилось в 1591 году. Но владельцы уже несколько лет к тому времени проживали в замке.

### XVII век
В сентябре 1603 года семья короля Якова I путешествовала по Англии и расположилась неподалеку от замка. Сопровождавший монарха Роджер Уилбрахам описал Лонгфорд как «прекрасный новый каменный дом треугольной формы с тремя крупными башнями на каждом конце, в которых находятся уютные покои, а вокруг резиденции разбиты прекраснейшие сады с дорожками».
Главное здание имело несколько этажей и действительно имело форму правильного треугольника. Каждый угол завершался круглой высокой башней. По замыслу основателей три башни символизировали Отца, Сына и Святого Духа. Здесь же имелась часовня, несколько апартаментов для гостей и просторных гостиных на случай приёмов. Имелся даже водопровод, с помощью которого подавалась свежая холодная вода на каждый этаж. Кроме того, были созданы уборные, в которых слив осуществлялся с помощью дождевой воды. Вокруг замка устроили большой парк, фруктовый сад и огороды, чтобы снабжать обитателей резиденции свежими продуктами.

### XVIII век
В 1717 году замок Лонгфорд стал резиденцией рода де Бувери. Поместье купил сэр Эдвардом де Бувери. Говорят, что сэр Эдвард просто проезжал мимо. Но его так впечатлил вид замка и долины, что он решил немедленно купить имение. Сделка была тут же оформлена, благо новый собственник имел с собой требуемую сумму.
Последующие поколения семьи потратили значительные средства на украшение интерьеров и окружающего парка. К 1773 году замок был окружен регулярным парком с аллеями и аттракционами. Примерно в 1777 году реконструкцию парка произвёл известный специалист по ландшафтной архитектуре Ланселот Браун.

### XIX век

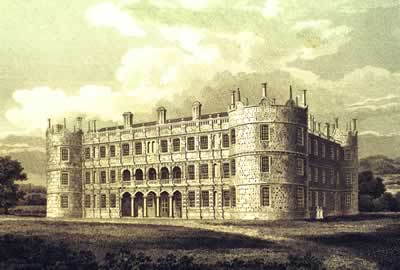
Замок на рисунке 1808 года

Джейкоб, 2-й граф Рэднор (1749—1828) посчитал, что Лонгфорд стал слишком тесен. Он нанял Джеймса Уайетта, чтобы тот превратил резиденцию в гораздо более просторный дворцово-замковый комплекс, «который будет восхищать будущие поколения». Причём заказчик поручил сделать из треугольного сооружения шестиугольное. Во время реконструкции разрушили одну из елизаветинских башен и заменили её более крупной. Кроме того, построили ещё две башни и соединили их друг с другом крылом жилого здания.

Герб графов Рэднор

В 1832 году 3-й граф создал новый регулярный сад к югу от замка. Причём он постарался сделать так, чтобы парк соответствовал моде XVII века.
Завершать масштабную перестройку пришлось Джейкобу, 4-й графу Рэднор (1815—1889). Он принял личное участие в составлении планов по значительным изменениям в фасадах комплекса. Автором проекта выступил Энтони Салвин. В Лонгфорде появился второй двор, а центральный двор накрыли куполом. Помимо прочего построили крупную квадратную башню и преобразили сад.

### XX век
Во годы Первой время войны с 1914 по 1918 год в замке располагался госпиталь.
Во время Второй мировой войны с 1939 по 1945 год в замке размещались подразделения британских и американских войск. Здесь бывали фельдмаршал Бернард Лоу Монтгомери и генерал Марк Уэйн Кларк.
Замок был внесён в список памятников архитектуры Англии I степени. Замковый сад, увеселительные площадки и парк внесены в список памятников II степени в Реестре исторических парков и садов.

## В массовой культуре
- Замок Лонгфорд можно увидеть с высоты птичьего полёта в конце фильма 2001 года «Дневники принцессы». В кинокартине его называют замком в Дженовии.

## Современное использование
Замок является частной резиденцией. В ней проживает Уильям Плейделл-Бувери, 9-й граф Рэднор. Комплекс открыт для публики 28 дней в году. Но посещение возможно только по предварительной записи.

## Галерея

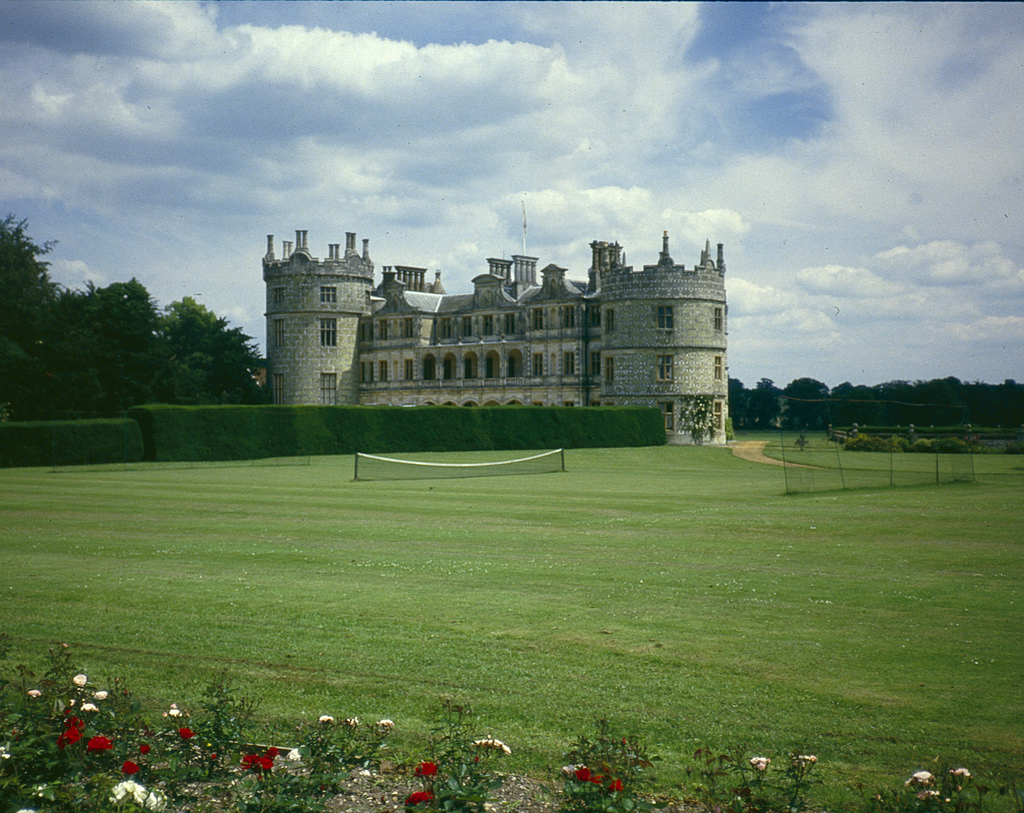
Вид замка с северо-запада
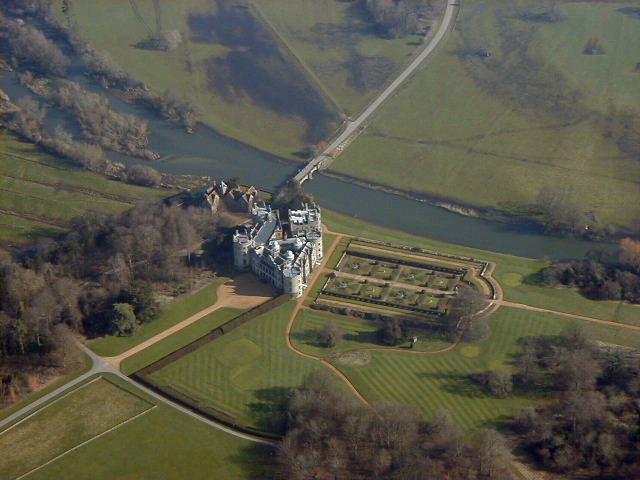
Замок с высоты птичьего полёта
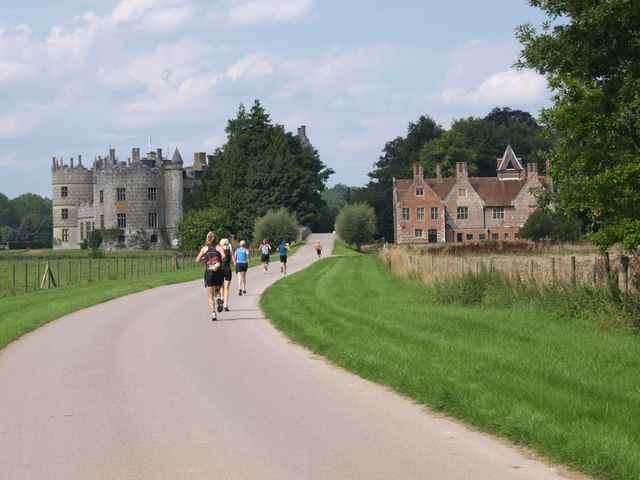
Замок в дни, когда он открыт для публики
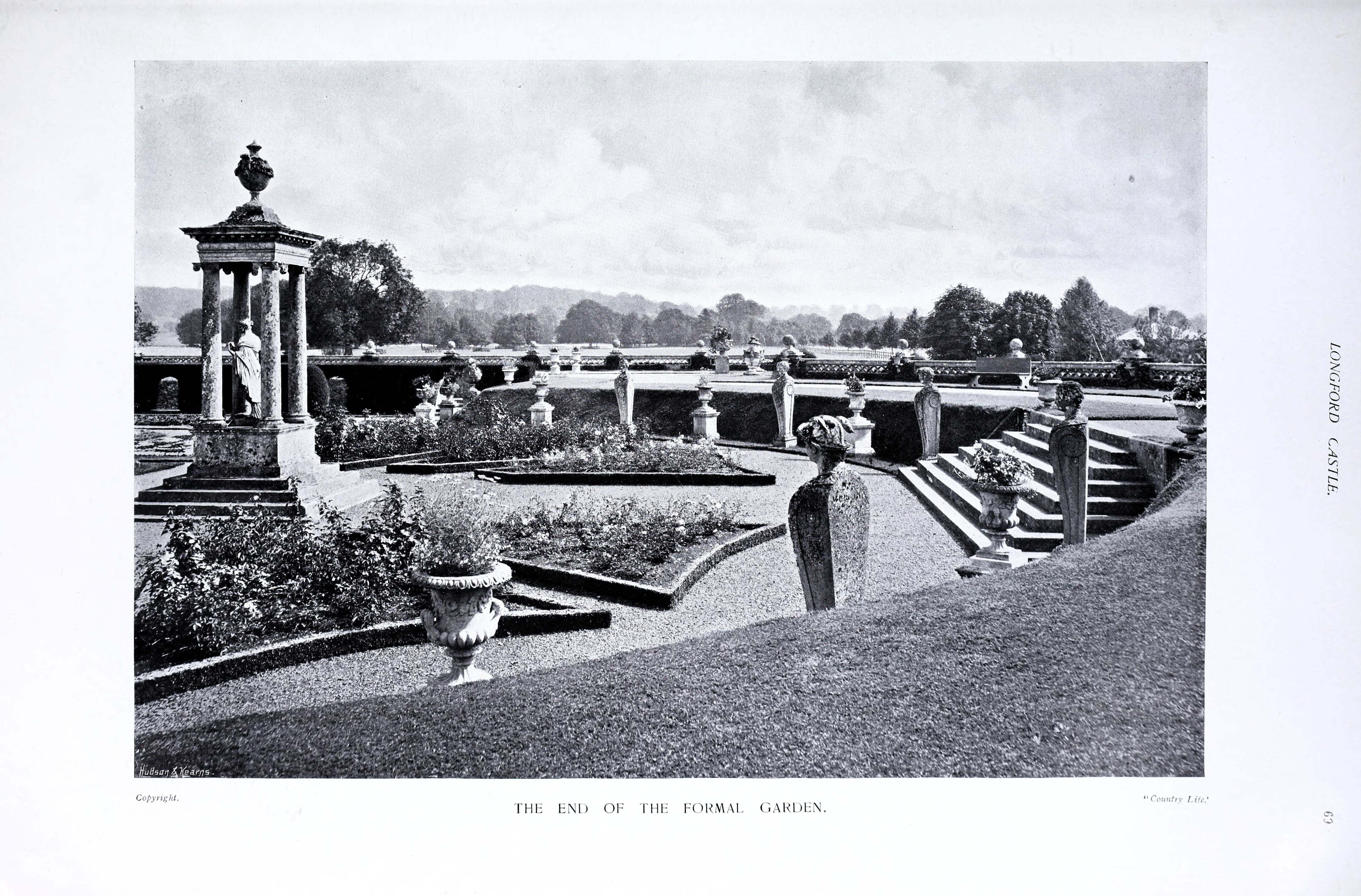
Фрагмент замкового парка